# Професионална гимназия „Петър Парчевич“ (Раковски)
Професионална гимназия „Петър Парчевич“ е средно училище в град Раковски, което обучава ученици по специалности, съобразени със стратегиите за развитие на община Раковски. Финансирането на училището е общинско.

## История
Идеята за изграждане на общо училище за ученици от селата, формирали град Раковски, е от края на XIX в. През 1893 г. са водени преговори между калъчлийската и балтаджийската общини за изграждане на прогимназия между двете села в местността „Романски кладенец“. Планирано е било и шосе, което да съединява селата и минава покрай бъдещето здание на общата Балтаджийско-Калъчлийска прогимназия. Политическите промени през следващата година провалят плановете за обща прогимназия.
На 18 януари 1970 г. в същата местност между кварталите „Генерал Николаево“ и „Секирово“ на новосформирания град е направена първата копка на ново училище от министъра на просветата Стефан Василев. В основите му е зазидана гилза с послание за идните поколения. През 1975 г. новата сграда е завършена и в нея се открива Средно професионално техническо училище (СПТУ) по машиностроене „Петър Парчевич“ с две специалности: Оператор на металорежещи машини и Шлосер – монтьор, за нуждите на местния клон на Карловския тракторен завод. Пръв директор е инженер Иван Петков от града. Сградата на училището е с 24 класни стаи, крило с кабинети, кухненски блок със столова и физкултурен салон.
През 1979 г. се открива трета специалност за нуждите на тогавашния Стоманолеярен завод Раковски – Оператор топла обработка на металите. До учебната 1984/1985 г. училището има общо ръководство с Единното средно политехническо училище „Г.Ст.Раковски“, с което са настанени в една сграда. През 1986 г. започва да се строи нова сграда за техническото училище, но тя остава незавършена.
През 1990 г. се открива специалност Оператор в шевното производство. От учебната 1993-1994 г. започва обучение по две нови специалности – Икономика на промишлеността, Моделиране и конструиране на облеклото, а от 1995 г. и Технология на машиностроенето.
От 2000 г. започва прием след 7 клас по специалността Счетоводна отчетност с интензивно изучаване на английски език, а от следващата година и специалността Икономическа информатика с интензивно изучаване на английски език. През 2002 г. във връзка с посещението на папа Йоан Павел II за два месеца учениците от училището ушиват 600 знамена, с които украсяват улиците на града.
През 2003 година, със заповед на Министерството на образованието, училището се преименува в Професионална гимназия. През 2005 г. в гимназията се обучават 502 ученика в 25 паралелки. През 2009 г. се въвежда специалността Производство на кулинарни изделия и напитки, а от следващата 2010 г. – Сътрудник в маркетингови дейности.
През 2016 г. е разкрита специалност Ел-монтьор (електрически машини и апарати) за нуждите на фирма АББ клон Раковски.

### Наименования
- Средно професионално техническо училище по машиностроене (СПТУ-М) „Петър Парчевич“ – Раковски (1975-1993)
- Средно професионално техническо училище по лека промишленост, обслужване и машиностроене „Петър Парчевич“ – Раковски (1993- 2003)
- Професионална гимназия (ПГ) „Петър Парчевич“ – Раковски (от 2003)

## Специалности
Обучението на учениците в Професионална гимназия „Петър Парчевич“ е по следните специалности и форми на обучение.

### Редовно обучение
- Икономическа информатика (с английски език) – икономист-информатик
- Производство на кулинарни изделия и напитки – готвач
- Маркетингови проучвания – сътрудник
- Електрически машини и апарати – ел. монтьор

### Задочно обучение
- Озеленяване и цветарство

## Извънкласни дейности
Към гимназията функционират:
- Клуб Електронен вестник” с ръководител Елена Райчева.
- Клуб „Създаване и управление на собствена фирма“ с ръководител Мария Ячева
- Клуб „Млад астроном“ с ръководител Пауна Колева
- Клуб „Кетъринг“ с ръководител Снежана Звискова
- Клубове „Аз – журналистът“ и „Да възобновим библиотеката в ПГ „Петър Парчевич“ с ръководител Атанас Атанасов
- Секция „Баскетбоол“ с ръководител Божидар Земярски

## Директори
- Иван Петков
- Костадин Ловчанлиев
- Георги Еневски
- Виолета Говедарова
- Иван Колев
- Георги Лесов
- Донка Куманова
- Иван Сейреков
- Тинка Гиева
- Петър Карпаров (2009-)

## Паметник
- Паметник на епископ Петър Парчевич в двора на училището.